# پارک شبه‌ملی چوکای
پارک شبه‌ملی چوکای (به لاتین: Chōkai Quasi-National Park) یک منطقهٔ مسکونی در ژاپن است که در استان آکیتا واقع شده‌است.